# Room for Squares
Room for Squares is het eerste studioalbum van de Amerikaanse musicus John Mayer. Het werd eerst op 5 juni 2001 uitgegeven door Aware Records en op 18 september dat jaar wereldwijd door Columbia Records. Mayer bereikte met Room for Squares de negende plaats in de Billboard 200. De single "Your Body Is a Wonderland" werd bekroond met een Grammy Award.

## Nummers
1. "No Such Thing" - 3:51 (Mayer, Clay Cook)
2. "Why Georgia" - 4:28
3. "My Stupid Mouth" - 3:45
4. "Your Body Is a Wonderland" - 4:08
5. "Neon" - 3:49 (Mayer, Cook)
6. "City Love" - 4:00
7. "83" - 4:51
8. "Love Song for No One" - 3:21 (Mayer, Cook)
9. "Back to You" - 4:01
10. "Great Indoors" - 3:36
11. "Not Myself" - 3:36
12. "St. Patrick's Day" - 5:21

## Bezetting
- John Mayer - zang, gitaar, toetsen
- David LaBruyere - basgitaar
- Nir Z - drums (1-5, 7, 9-14)
- Brandon Bush - toetsen (Fender Rhodes en Wurlitzer) (1-3, 7, 9, 14)
- John Alagia - percussie (1-5, 8, 9)

- Clay Cook - achtergrondzang (2, 5, 9)
- Doug Derryberry - achtergrondzang (2, 5, 9)
- Kristin Wilkinson - altviool (6)
- David Angell - viool (6)
- David Davidson - viool (6)